# Ольга Фёдоровна
О́льга Фёдоровна (урождённая Цеци́лия А́вгуста, принцесса и маркграфиня Баденская; 20 сентября 1839, Карлсруэ, Баден — 12 апреля 1891, Харьков, Российская империя) — российская великая княгиня, супруга великого князя Михаила Николаевича.
Младшая дочь великого герцога Леопольда Баденского и Софии Вильгельмины Шведской, внучатая племянница императрицы Елизаветы Алексеевны.

## Биография
Принцесса Цецилия выросла в спартанских условиях, о чём никогда не сожалела. Её отец был строг к своим детям, но мягок к подданным. Его считали первым немецким правителем, проводившим в своем государстве либеральные реформы. Все это наложило определённый отпечаток на мировоззрение будущей великой княгини.
Великая княгиня Ольга Фёдоровна имела сильный темпераментный характер и обладала острым умом. Своим острым языком она доставила немало неприятных минут Александру III и императрице Марии Фёдоровне. Особенно её возмутило решение императора ограничить круг великих князей, в который не попадали её собственные внуки. Александр III как-то с досадой сказал о ней:

Ольгу Фёдоровну все признают умною женщиной. В чём же выражается этот ум? Сплетничает и читает пустейшие романы, а никаким серьёзным делом заниматься не хочет.— 
Ольга Фёдоровна, единственная из всей семьи, не имела никаких государственных или общественных обязанностей, посвятив себя детям и мужу. Своему супругу она стала не только любящей женой, но и верным и мудрым соратником. Почти 20 лет семья прожила на Кавказе. Помимо официальных обязанностей как супруги императорского наместника, Ольга Фёдоровна оказывала всяческую поддержку Михаилу Николаевичу, который осуществлял руководство реформами императора Александра II в Грузии. За воспитанием и образованием детей мать строго следила, требуя полного подчинения. Единственную дочь Анастасию родители по своему решению выдали замуж за наследника великогерцогского престола Мекленбург-Шверина, не спросив её мнения. На повзрослевших сыновей великой княгине повлиять не удалось. Они устроили свою судьбу по собственному усмотрению. Большим ударом для Ольги Фёдоровны стала женитьба сына Михаила на графине Софии Меренберг в феврале 1891 года. В марте того же года великая княгиня послушалась врачей и поехала поправить расстроенное здоровье в Крым. Телеграмму, извещавшую о заключении брака, Ольге Фёдоровне вручили на железнодорожной станции в Харькове, где делал короткую остановку поезд. Сообщение о браке так потрясло великую княгиню, что у неё начался сердечный приступ. Ольга Фёдоровна умерла в Харькове 12 апреля 1891 года в возрасте 51 года. Похоронена в Петропавловском соборе.

## Брак и дети
28 августа 1857 года она вышла замуж за Михаила Николаевича (1832—1909), младшего сына российского императора Николая I. Для этого Цецилия Августа перешла в православие и получила имя Ольги Федоровны и титул великой княгини. У супругов было 7 детей:
- Николай (1859—1919)
- Анастасия (1860—1922)
- Михаил (1861—1929)
- Георгий (1863—1919)
- Александр (1866—1933)
- Сергей (1869—1918)
- Алексей (1875—1895).

Супруги были братом и сестрой в четвёртом колене (по матерям) через Людвига IX, ландграфа Гессен-Дармштадтского, а также в пятом через короля Пруссии Фридриха Вильгельма I и Кристиана Августа Гольштейн-Готторпского.

## Благотворительная деятельность
Не занимая никаких государственных должностей, Ольга Фёдоровна большое внимание уделяла благотворительности, особенно в области женского образования.
В 1864 году великая княгиня Ольга Фёдоровна в Тифлисе, в значительной степени на личные средства, организовала женское училище I-го разряда, позднее переименованное в Первую Тифлисскую Великой княгини Ольги Фёдоровны женскую гимназию. Позднее появилась и прогимназия.
При участии Ольги Фёдоровны существовала и первая осетинская школа для девочек. Созданная в 1866 году протоиреем Алексеем Колиевым во Владикавказе, позднее по распоряжению председателя «Общества восстановления христианства на Кавказе» великого князя Михаила Николаевича школа была преобразована и принята под покровительство великой княгини Ольги Фёдоровны. Школа стала именоваться Осетинским Ольгинским приютом.
В 1884 году в Санкт-Петербурге Ольга Фёдоровна стала покровительницей новой Александровской мужской больницы (ныне городская психиатрическая больница № 7).
Ольга Фёдоровна стала покровительницей бесплатной лечебницы (приюта) на десять кроватей для «недостаточных посетителей Вод» в Пятигорске. Сама лечебница получила название Святой Ольги.
Из дневника А.Половцева: "Я защищаю память Ольги Федоровны от обвинений толпы. Она исполняла свой долг и была лишь невоздержанна на язык. Выражаю мысль, что полезно было бы собрать её письма и в особенности письма королеве Вюртембергской, а то, прибавляю, они появятся когда-нибудь как письма императрицы Елизаветы Алексеевны. Она восхищается этою личностью и сравнивает её с покойною императрицею Мариею Александровною, которая была ей племянницею."

## Шеф полков
Великая княгиня Ольга Фёдоровна была шефом 21й артиллерийской Её Императорского Высочества Великой княгини Ольги Фёдоровны бригады.

## Увековечение памяти
Имя княгини было присвоено селу Ольгинское (ныне Правобережный район Северной Осетии).
Именем княгини названо немецкое селение Ольгафельд [Ольговка], основанное в 1864 году в Таврической губернии Мелитопольского уезда Рогачикской волости на землях принадлежащих Великому князю Михаилу Николаевичу
В честь великой княгини Ольги Фёдоровны была названа одна из улиц Тифлиса — Ольгинская (в советское время — Ленина, ныне Костава), а также Баку — Ольгинская (в советское время — Джапаридзе (с 1929 г.), ныне — Мамед Эмина Расулзаде).